# 62. BAFTA-gála
A 62. BAFTA-gálát 2009. február 8-án tartotta a Brit film- és televíziós akadémia, melynek keretében a 2008. év legjobb filmjeit és alkotóit díjazta.

## Díjazottak és jelöltek
(a díjazottak félkövérrel vannak jelölve)

### Legjobb színész
Mickey Rourke – A pankrátor
- Frank Langella – Frost/Nixon
- Dev Patel – Gettómilliomos
- Sean Penn – Milk
- Brad Pitt – Benjamin Button különös élete

### Legjobb színésznő
Kate Winslet – A felolvasó
- Angelina Jolie – Elcserélt életek
- Kristin Scott Thomas – I've Loved You So Long
- Meryl Streep – Kétely
- Kate Winslet – A szabadság útjai

### Legjobb animációs film
WALL·E
- Persepolis
- Libanoni keringő

### Legjobb operatőri munka
Gettómilliomos – Anthony Dod Mantle
- Elcserélt életek – Tom Stern
- Benjamin Button különös élete – Claudio Miranda
- A sötét lovag – Wally Pfister
- A felolvasó – Chris Menges, Roger Deakins

### Legjobb jelmez
A hercegnő – Michael O’Connor
- Elcserélt életek – Deborah Hopper
- Benjamin Button különös élete – Jacqueline West
- A sötét lovag – Lindy Hemming
- A szabadság útjai – Albert Wolsky

### Legjobb rendező
Danny Boyle – Gettómilliomos
- Clint Eastwood – Elcserélt életek
- David Fincher – Benjamin Button különös élete
- Ron Howard – Frost/Nixon
- Stephen Daldry – A felolvasó

### Legjobb vágás
Gettómilliomos – Chris Dickens
- Elcserélt életek – Joel Cox és Gary D. Roach
- Benjamin Button különös élete – Kirk Baxter és Angus Wall
- A sötét lovag – Lee Smith
- Frost/Nixon – Daniel P. Hanley és Mike Hill
- Erőszakik – Jon Gregory

### Legjobb film
Gettómilliomos
- Benjamin Button különös élete
- Frost/Nixon
- Milk
- A felolvasó

### Alexander Korda-díj az év kiemelkedő brit filmjének
Ember a magasban
- Éhség
- Erőszakik
- Mamma Mia!
- Gettómilliomos

### Legjobb nem angol nyelvű film
I've Loved You So Long • Franciaország
- The Baader Meinhof Complex (Der Baader Meinhof Komplex) • Németország
- Gomorrah • Olaszország
- Persepolis • Franciaország
- Libanoni keringő • Izrael

### Legjobb smink
Benjamin Button különös élete – Jean Black, Colleen Callaghan
- A sötét lovag – Peter Robb-King
- A hercegnő – Daniel Phillips, Jan Archibald
- Frost/Nixon – Edouard Henriques, Kim Santantonio
- Milk – Steven E. Anderson, Michael White

### Legjobb filmzene (Anthony Asquith-díj a legjobb filmzenének)
Gettómilliomos – A. R. Rahman
- Benjamin Button különös élete – Alexandre Desplat
- A sötét lovag – James Newton Howard és Hans Zimmer
- Mamma Mia! – Benny Andersson és Björn Ulvaeus
- WALL·E – Thomas Newman

### Legjobb díszlet
Benjamin Button különös élete – Donald Graham Burt, Victor J. Zolfo
- Elcserélt életek – James J. Murakami, Gary Fettis
- A sötét lovag – Nathan Crowley, Peter Lando
- A szabadság útjai – Kristi Zea, Debra Schutt
- Gettómilliomos – Mark Digby, Michelle Day

### Legjobb adaptált forgatókönyve
Gettómilliomos – Simon Beaufoy
- Benjamin Button különös élete – Eric Roth
- Frost/Nixon – Peter Morgan
- A felolvasó – David Hare
- A szabadság útjai – Justin Haythe

### Legjobb eredeti forgatókönyv
Erőszakik – Martin McDonagh
- Égető bizonyíték – Ethan and Joel Coen
- Elcserélt életek – J. Michael Straczynski
- I've Loved You So Long – Philippe Claudel
- Milk – Dustin Lance Black

### Legjobb hang
Gettómilliomos – Glenn Freemantle, Resul Pookutty, Richard Pryke, Tom Sayers, Ian Tapp
- Elcserélt életek – Walt Martin, Alan Robert Murray, John Reitz, Gregg Rudloff
- A sötét lovag – Lora Hirschberg, Richard King, Ed Novick, Gary Rizzo
- A Quantum csendje – Jimmy Boyle, Eddy Joseph, Chris Munro, Mike Prestwood Smith, Mark Taylor
- WALL·E – Ben Burtt, Tom Myers, Michael Semanick, Matthew Wood

### Legjobb férfi mellékszereplő
Heath Ledger – A sötét lovag
- Robert Downey Jr. – Trópusi vihar
- Brendan Gleeson – Erőszakik
- Philip Seymour Hoffman – Kétely
- Brad Pitt – Égető bizonyíték

### Legjobb női mellékszereplő
Penélope Cruz – Vicky Cristina Barcelona
- Amy Adams – Kétely
- Freida Pinto – Gettómilliomos
- Tilda Swinton – Égető bizonyíték
- Marisa Tomei – A pankrátor

### Legjobb vizuális effektek
Benjamin Button különös élete – Eric Barba, Craig Barron, Nathan McGuinness, Edson Williams
- A sötét lovag – Chris Corbould, Nick Davis, Paul Franklin, Tim Webber
- Indiana Jones és a kristálykoponya királysága – Pablo Helman
- A Vasember – Shane Patrick Mahan, John Nelson, Ben Snow
- A Quantum csendje – Chris Corbould, Kevin Tod Haug

### Legjobb animációs rövidfilm
A Matter of Loaf and Death – Steve Pegram, Nick Park, Bob Baker
- Codswallop – Greg McLeod, Myles McLeod
- Varmints – Sue Goffe, Marc Craste

### Legjobb rövidfilm
September - Stewart le Maréchal, Esther May Campbell
- Kingsland#1 The Dreamer – Kate Ogborn, Tony Grisoni
- Love You More – Adrian Sturges, Sam Taylor-Wood, Patrick Marber
- Ralph – Olivier Kaempfer, Alex Winckler
- Voyages D'Affaires (The Business Trip) – Celine Quideau, Sean Ellis

### Kiemelkedő debütálás brit rendező, író vagy producer részéről
Steve McQueen - Éhség (rendező / író)
- Simon Chinn - Ember a magasban (producer)
- Judy Craymer - Mamma Mia! (producer)
- Garth Jennings - Rémbo fia (író)
- Roy Boulter és Solon Papadopoulos - Of Time and the City (producerek)

### Orange Rising Star-díj
Noel Clarke
- Michael Cera
- Michael Fassbender
- Rebecca Hall
- Toby Kebbell

### Kiemelkedő brit hozzájárulás a mozifilmekhez
Shepperton Studios és Pinewood Studios